# David Sambissa
David Sambissa (ur. 11 stycznia 1996 w Saint-Maur-des-Fossés) – gaboński piłkarz grający na pozycji lewego obrońcy. Od 2018 jest zawodnikiem klubu SC Cambuur.

## Kariera klubowa
Swoją piłkarską karierę Sambissa rozpoczął w klubie Girondins Bordeaux. W latach 2012–2016 grał w rezerwach tego klubu w czwartej lidze francuskiej. W 2016 roku przeszedł do piątoligowego US Lège Cap-Ferret. Z kolei w 2017 roku został zawodnikiem FC Twente i w sezonie 2017/2018 grał w jego czwartoligowych rezerwach.
W lipcu 2018 Sambissa przeszedł do SC Cambuur. Swój debiut w nim w Eerste divisie zaliczył 17 sierpnia 2018 w zremisowanym 2:2 wyjazdowym meczu z NEC Nijmegen. W sezonie 2020/2021 awansował z Cambuurem z Eerste divisie do Eredivisie.
| Sezon   | Klub                 | Kraj     | Rozgrywki      | Mecze | Gole |
| ------- | -------------------- | -------- | -------------- | ----- | ---- |
| 2012/13 | Girondins Bordeaux B | Francja  | CFA            | 3     | 0    |
| 2013/14 | Girondins Bordeaux B | Francja  | CFA            | 7     | 1    |
| 2014/15 | Girondins Bordeaux B | Francja  | CFA            | 19    | 0    |
| 2015/16 | Girondins Bordeaux B | Francja  | CFA            | 24    | 1    |
| 2016/17 | US Lège Cap-Ferret   | Francja  | CFA 2          | 14    | 0    |
| 2017/18 | Jong FC Twente       | Holandia | Derde divisie  | 28    | 2    |
| 2018/19 | SC Cambuur           | Holandia | Eerste divisie | 32    | 0    |
| 2019/20 | SC Cambuur           | Holandia | Eerste divisie | 28    | 0    |
| 2020/21 | SC Cambuur           | Holandia | Eerste divisie | 27    | 1    |

## Kariera reprezentacyjna
W reprezentacji Gabonu Sambissa zadebiutował 11 października 2021 w wygranym 2:0 meczu kwalifikacji do Pucharu Narodów Afryki 2021 z Angolą, rozegranym we Franceville. W 2022 roku został powołany do kadry na Puchar Narodów Afryki 2021. Na tym turnieju rozegrał jeden mecz grupowy z Komorami (1:0).